# Tornó
Tornó (Târnova), település Romániában, a Bánságban, Krassó-Szörény megyében.

## Fekvése
Resicabányától északkeletre, Szócsán és Krassócser közt fekvő település.

## Története
Tornó nevét 1495-ben említette először oklevél Thernova néven.
1500-ban Ternova, 1717-ben Tirnova, 1808-ban ugyancsak Tirnova néven írták.
1851-ben Fényes Elek írta a településről:
"Krassó vármegyében, 7 katholikus, 1830 óhitű lakossal, anyatemplommal, rengeteg erdőséggel. Földesura a Kamara."
1910-ben 3459 lakosából 22 magyar, 3417 román, 95 cigány volt. Ebből 1039 görögkatolikus, 2470 görögkeleti ortodox volt.
A trianoni békeszerződés előtt Krassó-Szörény vármegye Resiczabányai járásához tartozott.